# Friedrich Weber (general)
Friedrich Weber nació el 31 de marzo de 1892 en Chateau-Salins como el hijo de un notario imperial.

## Carrera militar
Habiendo servido en el Freikorps Epp, Weber contrajo matrimonio en 1924, y tuvo cuatro hijos varones. Empezando en 1931, Weber comandó la 13. Minenwerfer-Kompanie en Regensburg. En 1935, en Deggendorf, se convirtió en comandante del III Batallón, del 20. Infanterie-Regiment.
A partir de la invasión de Polonia, Oberstleutnant Weber fue comandante del Infanterie-Regiment 481, que también lideró en los Países Bajos. Por entrar en la fortaleza de Róterdam el 17 de mayo de 1940, Weber recibió la Ritterkreuz. En julio, pidió al Gauinspekteur Ganninger que informara al Gauleiter sobre su avance. En octubre, fue promovido al rango de Oberst.
Para junio de 1941, Weber servía en la Unión Soviética. En enero de 1942, tomó el mando de la 256. Infanterie-Division.
Fue transferido a Túnez para liderar la 334. Infanterie-Division entre el 15 de noviembre de 1942 y el 15 de abril de 1943.
Iniciándose en noviembre de 1943, Generalmajor Weber comandó la 298. Infanterie-Division silesia en la Unión Soviética. En enero de 1944, tomó el mando de la 131. Infanterie-Division que mantenía la línea en Vitebsk.
Fue promovido al rango de Generalleutnant en 1944.
En diciembre de 1944, Weber era comandante de la Festungs-Division Warschau.

### Relevo del mando
Fue relevado de su mando el 25 de enero de 1945 por su papel en la desautorizada evacuación de la capital polaca.
Entre el 8 de mayo de 1945 y el 26 de junio de 1947, Weber fue un prisionero de guerra de EE. UU. Murió el 2 de septiembre de 1972.

## Condecoraciones
- Cruz de Caballero de la Cruz de Hierro el 8 de junio de 1940 como Oberstleutnant y comandante del Infanterie-Regiment 481[5][6]